# فيرلون إيه بوالو (كيبك)
فيرلون إيه بوالو (بالإنجليزية: Ferland-et-Boilleau, Quebec)‏ هي بلدية محلية في كيبيك تقع في كندا في Le Fjord-du-Saguenay. يقدر عدد سكانها بـ 583 نسمة ومساحتها 407.30 كم2 .

## المناخ
يظهر الجدول التالي التغييرات المناخية على مدار السنة لفيرلون إيه بوالو:
| البيانات المناخية لـفيرلون إيه بوالو | البيانات المناخية لـفيرلون إيه بوالو | البيانات المناخية لـفيرلون إيه بوالو | البيانات المناخية لـفيرلون إيه بوالو | البيانات المناخية لـفيرلون إيه بوالو | البيانات المناخية لـفيرلون إيه بوالو | البيانات المناخية لـفيرلون إيه بوالو | البيانات المناخية لـفيرلون إيه بوالو | البيانات المناخية لـفيرلون إيه بوالو | البيانات المناخية لـفيرلون إيه بوالو | البيانات المناخية لـفيرلون إيه بوالو | البيانات المناخية لـفيرلون إيه بوالو | البيانات المناخية لـفيرلون إيه بوالو | البيانات المناخية لـفيرلون إيه بوالو |
| الشهر                                | يناير                                | فبراير                               | مارس                                 | أبريل                                | مايو                                 | يونيو                                | يوليو                                | أغسطس                                | سبتمبر                               | أكتوبر                               | نوفمبر                               | ديسمبر                               | المعدل السنوي                        |
| ------------------------------------ | ------------------------------------ | ------------------------------------ | ------------------------------------ | ------------------------------------ | ------------------------------------ | ------------------------------------ | ------------------------------------ | ------------------------------------ | ------------------------------------ | ------------------------------------ | ------------------------------------ | ------------------------------------ | ------------------------------------ |
| الدرجة القصوى °م (°ف)                | 16 (61)                              | 15 (59)                              | 24 (75)                              | 28.5 (83.3)                          | 33.9 (93.0)                          | 37 (99)                              | 36 (97)                              | 35 (95)                              | 32.2 (90.0)                          | 26 (79)                              | 20.6 (69.1)                          | 14 (57)                              | 37 (99)                              |
| متوسط درجة الحرارة الكبرى °م (°ف)    | −9.7 (14.5)                          | −7.2 (19.0)                          | −0.1 (31.8)                          | 7.6 (45.7)                           | 16.5 (61.7)                          | 21.9 (71.4)                          | 24.2 (75.6)                          | 22.7 (72.9)                          | 16.8 (62.2)                          | 9.6 (49.3)                           | 1.7 (35.1)                           | −5.9 (21.4)                          | 8.2 (46.8)                           |
| المتوسط اليومي °م (°ف)               | −17.3 (0.9)                          | −14.7 (5.5)                          | −7 (19)                              | 1.5 (34.7)                           | 9.3 (48.7)                           | 14.6 (58.3)                          | 17.2 (63.0)                          | 15.8 (60.4)                          | 10.6 (51.1)                          | 4.4 (39.9)                           | −3.1 (26.4)                          | −12.1 (10.2)                         | 1.6 (34.9)                           |
| متوسط درجة الحرارة الصغرى °م (°ف)    | −24.7 (−12.5)                        | −22.1 (−7.8)                         | −13.8 (7.2)                          | −4.6 (23.7)                          | 2 (36)                               | 7.4 (45.3)                           | 10.2 (50.4)                          | 9 (48)                               | 4.3 (39.7)                           | −0.9 (30.4)                          | −7.9 (17.8)                          | −18.4 (−1.1)                         | −5 (23)                              |
| أدنى درجة حرارة °م (°ف)              | −46.7 (−52.1)                        | −43.9 (−47.0)                        | −38.5 (−37.3)                        | −30.5 (−22.9)                        | −11.1 (12.0)                         | −5 (23)                              | 0 (32)                               | −2 (28)                              | −7.8 (18.0)                          | −13.9 (7.0)                          | −27.8 (−18.0)                        | −42.5 (−44.5)                        | −46.7 (−52.1)                        |
| الهطول مم (إنش)                      | 52.8 (2.08)                          | 48.5 (1.91)                          | 46.7 (1.84)                          | 50.8 (2.00)                          | 83.7 (3.30)                          | 92.3 (3.63)                          | 109.2 (4.30)                         | 98.2 (3.87)                          | 89.9 (3.54)                          | 73.9 (2.91)                          | 72 (2.8)                             | 75.5 (2.97)                          | 893.5 (35.18)                        |
| المصدر: Environment Canada           |                                      |                                      |                                      |                                      |                                      |                                      |                                      |                                      |                                      |                                      |                                      |                                      |                                      |